# Sirsi (Karnataka)
Sirsi is een stad in het district Uttara Kannada van de Indiase staat Karnataka. 

## Demografie
Volgens de Indiase volkstelling van 2001 wonen er 58.711 mensen in Sirsi, waarvan 51% mannelijk en 49% vrouwelijk is. De plaats heeft een alfabetiseringsgraad van 79%. 